# Sundance Film Festival 2021

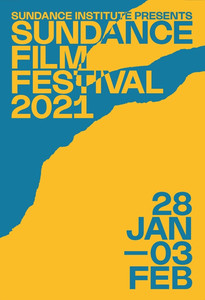
Plakat für das Sundance Film Festival 2021

Das 37. Sundance Film Festival fand vom 28. Januar bis 3. Februar 2021 statt. Es stand damit zum ersten Mal unter der Leitung von Tabitha Jackson. Jackson hatte zuvor am Sundance Institute sechs Jahre lang dem Dokumentarfilm-Programm vorgestanden, ehe sie im Februar 2020 den scheidenden Festivalchef John Cooper ablöste.
Aufgrund der COVID-19-Pandemie wurde das Festival im Vergleich zum Vorjahr nur an sieben Tagen veranstaltet. Zwar wurden einige Filme im Ray Theatre in Park City (Utah) gezeigt, der Großteil wurde aber online gestreamt und damit in 24 US-Bundesstaaten und Territorien gezeigt, u. a. in Programmkinos, Museen, Drive-ins. Einige Filme wurden auch international gestreamt.
Das Festivalprogramm wurde am 15. Dezember 2020 vorgestellt. Es umfasste 72 Spielfilme aus 29 Ländern, darunter die Erstlingswerke von 38 Filmregisseuren. 66 Titel (92 Prozent) wurden als Weltpremieren geführt, 14 Filme und Projekte wurden vom Sundance Institute selbst unterstützt (u. a. in der Entwicklungsphase durch Fördergelder oder anderweitige Förderprogramme). Für die Auflage 2021 waren insgesamt 14.092 Filme eingereicht worden, darunter 3500 Spielfilme (1377 aus den USA, 2132 international).
Eröffnungsfilme („Day One films“) der verschiedenen Sektionen waren Coda (Sektion: U.S. Dramatic Competition), Summer of Soul (…Or, When the Revolution Could Not Be Televised) (U.S. Documentary Competition), One for the Road (World Cinema Dramatic Competition), Flee (World Cinema Documentary Competition) und Censor (Midnight). Coda, Summer of Soul und Flee gewannen gemeinsam mit der europäischen Spielfilm-Produktion Hive auch die Hauptpreise.

## Sektionen

### U.S. Dramatic Competition
Wettbewerb US-amerikanischer Spielfilme:
| Filmtitel             | Regie                     | Darsteller (Auswahl)                                                                                 |
| --------------------- | ------------------------- | --- |
| Coda (Eröffnungsfilm) | Siân Heder                | Emilia Jones, Eugenio Derbez, Troy Kotsur, Ferdia Walsh-Peelo, Daniel Durant, Marlee Matlin          |
| I Was a Simple Man    | Christopher Makoto Yogi   | Steve Iwamoto, Constance Wu, Kanoa Goo, Chanel Akiko Hirai, Tim Chiou, Boonyanudh Jiyarom            |
| Jockey                | Clint Bentley             | Clifton Collins junior, Molly Parker, Moisés Arias                                                   |
| Das Versteck          | Pascual Sisto             | Charlie Shotwell, Michael C. Hall, Jennifer Ehle, Taissa Farmiga                                     |
| Mayday                | Karen Cinorre             | Grace Van Patten, Mia Goth, Havana Rose Liu, SoKo, Théodore Pellerin, Juliette Lewis                 |
| On the Count of Three | Jerrod Carmichael         | Jerrod Carmichael, Christopher Abbott, Tiffany Haddish, J. B. Smoove, Lavell Crawford, Henry Winkler |
| Seitenwechsel         | Rebecca Hall              | Tessa Thompson, Ruth Negga, André Holland, Alexander Skarsgård, Bill Camp                            |
| Superior              | Erin Vassilopoulos        | Alessandra Mesa, Ani Mesa, Pico Alexander, Jake Hoffman, Stanley Simons                              |
| Together Together     | Nikole Beckwith           | Ed Helms, Patti Harrison, Tig Notaro, Julio Torres, Anna Konkle                                      |
| Wild Indian           | Lyle Mitchell Corbine Jr. | Michael Greyeyes, Chaske Spencer, Jesse Eisenberg, Kate Bosworth, Phoenix Wilson, Julian Gopal       |

### U.S. Documentary Competition
Wettbewerb US-amerikanischer Dokumentarfilme:
| Filmtitel                                                                         | Regie                           | Anmerkung                                                    |
| --------------------------------------------------------------------------------- | ------------------------------- | ------------------------------------------------------------ |
| Ailey                                                                             | Jamila Wignot                   | Porträt über Alvin Ailey                                     |
| All Light, Everywhere                                                             | Theo Anthony                    |                                                              |
| At the Ready                                                                      | Maisie Crow                     |                                                              |
| Cusp                                                                              | Parker Hill, Isabel Bethencourt |                                                              |
| Homeroom                                                                          | Peter Nicks                     | Porträt des Klassenjahrgangs 2020 an der Oakland High School |
| Rebel Hearts                                                                      | Pedro Kos                       |                                                              |
| Rita Moreno: Just a Girl Who Decided to Go For It                                 | Mariem Pérez Riera              | Porträt über Rita Moreno                                     |
| Summer of Soul (…Or, When the Revolution Could Not Be Televised) (Eröffnungsfilm) | Ahmir „Questlove“ Thompson      | Porträt des Harlem Cultural Festivals 1969                   |
| Try Harder!                                                                       | Debbie Lum                      |                                                              |
| Users                                                                             | Natalia Almada                  | US-amerikanisch-mexikanische Koproduktion                    |

### World Cinema Dramatic Competition
Wettbewerb ausländischer Spielfilme („Weltkino“):
| Filmtitel                              | Regie           | Land                                  | Darsteller (Auswahl) |
| -------------------------------------- | --------------- | ------------------------------------- | --- |
| The Dog Who Wouldn’t Be Quiet          | Ana Katz        | Argentinien                           | Daniel Katz, Julieta Zylberberg, Valeria Lois, Mirella Pascual, Carlos Portaluppi                                       |
| El Planeta                             | Amalia Ulman    | USA, Spanien                          | Amalia Ulman, Ale Ulman, Nacho Vigalondo, Zhou Chen, Saoirse Bertram                                                    |
| Fire in the Mountains                  | Ajitpal Singh   | Indien                                | Vinamrata Rai, Chandan Bisht, Mayank Singh Jaira, Harshita Tewari, Sonal Jha                                            |
| Hive                                   | Blerta Basholli | Kosovo, Schweiz, Mazedonien, Albanien | Yllka Gashi, Çun Lajçi, Aurita Agushi, Kumrije Hoxha, Adriana Matoshi, Kaona Sylejmani                                  |
| Der menschliche Faktor (Human Factors) | Ronny Trocker   | Deutschland, Italien, Dänemark        | Sabine Timoteo, Mark Waschke, Jule Hermann, Wanja Valentin Kube, Hannes Perkmann, Daniel Séjourné                       |
| Luzzu                                  | Alex Camilleri  | Malta                                 | Jesmark Scicluna, Michela Farrugia, David Scicluna                                                                      |
| One for the Road (Eröffnungsfilm)      | Baz Poonpiriya  | VR China, Hongkong, Thailand          | Tor Thanapob, Ice Natara, Violette Wautier, Aokbab Chutimon, Ploi Horwang, Noon Siraphun                                |
| The Pink Cloud                         | Iuli Gerbase    | Brasilien                             | Renata de Lélis, Eduardo Mendonça                                                                                       |
| Pleasure                               | Ninja Thyberg   | Schweden, Niederlande, Frankreich     | Sofia Kappel, Revika Anne Reustle, Evelyn Claire, Chris Cock, Dana DeArmond, Kendra Spade                               |
| Prime Time                             | Jakub Piątek    | Polen                                 | Bartosz Bielenia, Magdalena Popławska, Andrzej Kłak, Małgorzata Hajewska-Krzysztofik, Dobromir Dymecki, Monika Frajczyk |

### World Cinema Documentary Competition
Wettbewerb ausländischer Dokumentarfilme („Weltkino“):
| Filmtitel                           | Regie                       | Land                                     | Anmerkung                                                                          |
| ----------------------------------- | --------------------------- | ---------------------------------------- | ---------------------------------------------------------------------------------- |
| Faya Dayi                           | Jessica Beshir              | Äthiopien, USA                           |                                                                                    |
| Flee (Eröffnungsfilm)               | Jonas Poher Rasmussen       | Dänemark, Frankreich, Schweden, Norwegen |                                                                                    |
| Inconvenient Indian                 | Michelle Latimer            | Kanada                                   | Basierend auf dem gleichnamigen Sachbuch von Thomas King                           |
| Misha and the Wolves                | Sam Hobkinson               | Vereinigtes Königreich, Belgien          | Porträt über die belgische Schriftstellerin und Fälscherin Misha Defonseca         |
| The Most Beautiful Boy in the World | Kristina Lindström          | Schweden                                 | Porträt über den schwedischen Schauspieler Björn Andrésen (Tod in Venedig)         |
| Playing With Sharks                 | Sally Aitken                | Australien                               | Porträt über die australische Taucherin und Hai-Enthusiastin Valerie Taylor        |
| President                           | Camilla Nielsson            | Dänemark, USA, Norwegen                  | Porträt der Wahlen in Simbabwe 2018                                                |
| Sabaya                              | Hogir Hirori                | Schweden                                 |                                                                                    |
| Taming the Garden                   | Salomé Jashi                | Schweiz, Deutschland, Georgien           |                                                                                    |
| Writing with Fire                   | Rintu Thomas, Sushmit Ghosh | Indien                                   | Porträt über die einzige indische Tageszeitung, die von Dalit-Frauen geführt wird. |

### NEXT
Die Sektion NEXT nahm mutige amerikanische Filme (auch amerikanischen Koproduktionen) auf, die sich durch einen innovativen, vorausschauenden Ansatz zum Geschichtenerzählen auszeichneten. Sie wurde mit Unterstützung des Unternehmens Adobe präsentiert.
| Filmtitel                           | Regie                           | Darsteller / Anmerkung                                                                                    |
| ----------------------------------- | ------------------------------- | --- |
| The Blazing World                   | Carlson Young                   | Udo Kier, Carlson Young, Dermot Mulroney, Vinessa Shaw, John Karna, SoKo                                  |
| Cryptozoo                           | Dash Shaw                       | Lake Bell, Michael Cera, Angeliki Papoulia, Zoe Kazan, Peter Stormare, Grace Zabriskie                    |
| First Date                          | Manuel Crosby, Darren Knapp     | Tyson Brown, Shelby Duclos, Jesse Janzen, Nicole Berry, Ryan Quinn Adams, Brandon Kraus                   |
| Ma Belle, My Beauty                 | Marion Hill                     | Idella Johnson, Hannah Pepper, Lucien Guignard, Sivan Noam Shimon                                         |
| R#J                                 | Carey Williams                  | Camaron Engels, Francesca Noel, David Zayas, Diego Tinoco, Siddiq Saunderson, Russell Hornsby             |
| Searchers                           | Pacho Velez                     | Dokumentarfilm                                                                                            |
| Son of Monarchs                     | Alexis Gambis                   | Tenoch Huerta, Alexia Rasmussen, Lázaro Gabino Rodríguez, Noé Hernández, Paulina Gaitán, William Mapother |
| Strawberry Mansion                  | Albert Birney, Kentucker Audley | Penny Fuller, Kentucker Audley, Grace Glowicki, Reed Birney, Linas Phillips, Constance Shulman            |
| We’re All Going to the World’s Fair | Jane Schoenbrun                 | Anna Cobb, Michael J. Rogers                                                                              |

| Anm: | 1. |

### Premieres
Eine Auswahl an Weltpremieren von einigen der am meisten erwarteten Filmen des Kinojahres (Dokumentar- und Spielfilme):
| Filmtitel                                            | Regie                                  | Land                   | Darsteller / Anmerkung                                                                    |
| ---------------------------------------------------- | -------------------------------------- | ---------------------- | ----------------------------------------------------------------------------------------- |
| Amy Tan: Unintended Memoir                           | James Redford                          | USA                    | Dokumentarfilm über die chinesischstämmige Schriftstellerin Amy Tan                       |
| Bring Your Own Brigade                               | Lucy Walker                            | USA                    | Dokumentarfilm                                                                            |
| The Cursed – Der Fluch der Bestie (Eight for Silver) | Sean Ellis                             | USA, Frankreich        | Boyd Holbrook, Kelly Reilly, Alistair Petrie, Roxane Duran, Aine Rose Daly                |
| How it Ends                                          | Daryl Wein, Zoe Lister-Jones           | USA                    | Zoe Lister-Jones, Cailee Spaeny, Olivia Wilde, Fred Armisen, Helen Hunt, Lamorne Morris   |
| In the Earth                                         | Ben Wheatley                           | Vereinigtes Königreich | Joel Fry, Ellora Torchia, Hayley Squires, Reece Shearsmith                                |
| In The Same Breath (Eröffnungsfilm)                  | Nanfu Wang                             | USA                    | Dokumentarfilm über die COVID-19-Pandemie in der Volksrepublik China und den USA          |
| Land                                                 | Robin Wright                           | USA                    | Robin Wright, Demián Bichir, Kim Dickens                                                  |
| Marvelous and The Black Hole                         | Kate Tsang                             | USA                    | Miya Cech, Rhea Perlman, Leonardo Nam, Kannon Omachi, Paulina Lule, Keith Powell          |
| Mass                                                 | Fran Kranz                             | USA                    | Jason Isaacs, Ann Dowd, Martha Plimpton, Reed Birney                                      |
| My Name is Pauli Murray                              | Betsy West, Julie Cohen                | USA                    | Dokumentarfilm über die US-amerikanische Bürgerrechtsaktivistin Pauli Murray              |
| Philly D.A.                                          | Ted Passon, Yoni Brook, Nicole Salazar | USA                    | Dokumentarfilm über Larry Krasner, District Attorney von Philadelphia                     |
| Prisoners of the Ghostland                           | Sion Sono                              | USA                    | Nicolas Cage, Sofia Boutella, Nick Cassavetes, Bill Moseley, Tak Sakaguchi, Yuzuka Nakaya |
| The Sparks Brothers                                  | Edgar Wright                           | Vereinigtes Königreich | Dokumentarfilm über die US-amerikanische Rockband Sparks                                  |
| Street Gang: How We Got To Sesame Street             | Marilyn Agrelo                         | USA                    | Dokumentarfilm zur Entstehung des Kinderprogramms Sesamstraße                             |

### Midnight
Diese Sektion präsentierte eine Auswahl an Genrefilmen, von Komödien bis Horrorfilmen:
| Filmtitel               | Regie                                  | Land                   | Darsteller / Anmerkung                                                                           |
| ----------------------- | -------------------------------------- | ---------------------- | ------------------------------------------------------------------------------------------------ |
| Censor (Eröffnungsfilm) | Prano Bailey-Bond                      | Vereinigtes Königreich | Niamh Algar, Nicholas Burns, Vincent Franklin, Sophia La Porta, Adrian Schiller, Michael Smiley  |
| Coming Home in the Dark | James Ashcroft                         | Neuseeland             | Daniel Gillies, Erik Thomson, Miriama McDowell, Matthias Luafutu                                 |
| A Glitch in the Matrix  | Rodney Ascher                          | USA                    | Dokumentarfilm                                                                                   |
| Knocking                | Frida Kempff                           | Schweden               | Cecilia Milocco                                                                                  |
| Mother Schmuckers       | Lenny Guit, Harpo Guit                 | Belgien                | Harpo Guit, Maxi Delmelle, Claire Bodson, Mathieu Amalric, Habib Ben Tanfous                     |
| Violation               | Madeleine Sims-Fewer, Dusty Mancinelli | Kanada                 | Madeleine Sims-Fewer, Anna Maguire, Jesse LaVercombe, Obi Abili, Jasmin Geljo, Cynthia Ashperger |

### Spotlight
Diese Sektion präsentierte beliebte Filme aus dem vergangenen Kinojahr:
- Night of the Kings – Regie: Philippe Lacôte (Frankreich, Elfenbeinküste, Kanada, Senegal), mit Koné Bakary, Steve Tientcheu, Digbeu Jean Cyrille, Rasmané Ouédraogo, Issaka Sawadogo, Denis Lavant
- The World to Come – Regie: Mona Fastvold (USA), mit Katherine Waterston, Vanessa Kirby, Casey Affleck, Christopher Abbott

### Special Screenings
Sondervorstellung eines Films:
- Life in a Day 2020 – Regie: Kevin Macdonald (USA), Dokumentarfilm

Das Material des Films wurde in einem Crowdsourcing-Projekt von tausenden von Menschen aus der ganzen Welt an einem einzigen Tag, den 25. Juli 2020, auf das Videoportal YouTube hochgeladen. Es ist die Fortsetzung des 2011 entstandenen Films Life in a Day.

### New Frontier
Diese Sektion vereinte Film, Kunst und Technologie und präsentierte u. a. Projekte aus Live-Performances, erweiterter- (ER) und virtueller Realität (VR) sowie weitere Medien-Arbeiten. New Frontier wurde von der John D. und Catherine T. MacArthur Foundation, Unity, Adobe, Dell, The Walt Disney Studios’ StudioLAB und Oculus von Facebook unterstützt.
| Titel                                            | Hauptkünstler                                                                          | Land                         | Darsteller (Auswahl) / Anmerkung                                                                    |
| ------------------------------------------------ | -------------------------------------------------------------------------------------- | ---------------------------- | --------------------------------------------------------------------------------------------------- |
| 4 Feet High VR                                   | María Belén Poncio, Rosario Perazolo Masjoan, Damián Turkieh, Ezequiel Lenardón        | Argentinien, Frankreich      | Marisol Agostina Irigoyen, Florencia Licera, Marcio Ramses, Natalia Di Cienzo, Francisca Spinotti   |
| 7 Sounds                                         | Sam Green                                                                              | USA                          | Audio-Installation                                                                                  |
| Beyond the Breakdown                             | Tony Patrick, Lauren Lee McCarthy, Grace Lee                                           | USA                          | |
| The Changing Same: Episode 1                     | Michèle Stephenson, Joe Brewster, Yasmin Elayat                                        | USA                          | VR-Projekt                                                                                          |
| Fortune!                                         | Brett Gaylor, Nicolas Bourniquel, Arnaud Colinart                                      | Frankreich, Kanada           | Animierte AR-Dokumentar-Kurzfilme                                                                   |
| Namoo                                            | Erick Oh                                                                               | USA                          | Animierter VR-Film                                                                                  |
| Nightsss                                         | Weronika Lewandowska, Sandra Frydrysiak                                                | Polen                        | VR-Film aus Gedicht und Tanz                                                                        |
| Prison X – Chapter 1 : The Devil and The Sun     | Violeta Ayala, Alap Parikh, Maria Corvera Vargas, Roly Elias                           | Australien, Bolivien, Indien | Violeta Ayala, Genesis Owusu, Celina Debassey, Anamaria Gómez Jaramillo, Jesse Odom, Nicole Ukelele |
| Rich Kids: A History of Shopping Malls in Tehran | Javaad Alipoor, Kirsty Housley                                                         | Vereinigtes Königreich, Iran | Javaad Alipoor, Peyvand Sadeghian                                                                   |
| Secret Garden                                    | Stephanie Dinkins                                                                      | USA                          | Dayne Board, Erlene Curry, Tianna Mendez, Melissa Moore, Brandi Porter, Lisa Sainville              |
| Tinker                                           | Lou Ward                                                                               | USA                          | Randy Dixon                                                                                         |
| To Miss The Ending                               | Anna West, David Callanan                                                              | Vereinigtes Königreich       | Charlotte Berry, Michael Dodds, Houmi Miura, Ben Kulvichit, Anna West                               |
| Traveling the Interstitium with Octavia Butler   | Sophia Nahli Allison, idris brewster, Stephanie Dinkins, Ari Melenciano, Terence Nance | USA                          | |
| Weirdo Night                                     | Jibz Cameron, Mariah Garnett                                                           | USA                          | Patti Harrison, Smiling Beth, Morgan Bassichis, Sarah Squirm, Hedia Maron, Blasia Discoteca         |

### Kurzfilme
Die 50 Kurzfilme aus 27 Ländern wurden aus insgesamt 9933 Einreichungen (4587 aus den USA, 5368 aus dem internationalen Ausland) ausgewählt. Die Sektion wurde von der US-amerikanischen Fluggesellschaft Southwest Airlines präsentiert.

#### U.S. Fiction
Diese Sektion präsentierte US-amerikanische Kurzspielfilme (inkl. Koproduktionen):
| Filmtitel                         | Regie                    | Land                                  |
| --------------------------------- | ------------------------ | ------------------------------------- |
| Ava From My Class                 | Youmin Kang              | USA, Südkorea                         |
| Bambirak                          | Zamarin Wahdat           | USA, Deutschland                      |
| BJ’s Mobile Gift Shop             | Jason Park               | USA                                   |
| Bruiser                           | Miles Warren             | USA                                   |
| Don’t Go Tellin’ Your Momma       | Topaz Jones, rubberhand. | USA, Deutschland, Frankreich, Italien |
| Doublespeak                       | Hazel McKibbin           | USA                                   |
| i ran from it and was still in it | Darol Olu Kae            | USA                                   |
| In the Air Tonight                | Andrew Norman Wilson     | USA                                   |
| LATA                              | Alisha Mehta             | USA, Indien                           |
| Raspberry                         | Julian Doan              | USA                                   |
| The Touch of the Master’s Hand    | Gregory Barnes           | USA                                   |
| White Wedding                     | Melody C Roscher         | USA                                   |
| Wiggle Room                       | Sam Guest, Julia Baylis  | USA                                   |
| Yoruga                            | Federico Torrado Tobón   | USA                                   |
| You Wouldn’t Understand           | Trish Harnetiaux         | USA                                   |

#### International Fiction
Diese Sektion präsentierte internationale Kurzspielfilme:
| Filmtitel                    | Regie                            | Land                             |
| ---------------------------- | -------------------------------- | -------------------------------- |
| The Affected                 | Rikke Gregersen                  | Norwegen                         |
| Black Bodies                 | Kelly Fyffe-Marshall             | Kanada                           |
| The Criminals                | Serhat Karaaslan                 | Frankreich, Rumänien, Türkei     |
| Excuse Me, Miss, Miss, Miss  | Sonny Calvento                   | Philippinen                      |
| Five Tiger                   | Nomawonga Khumalo                | Südafrika                        |
| Flex                         | Josefin Malmen, David Strindberg | Schweden                         |
| Like the Ones I Used to Know | Annie St-Pierre                  | Kanada                           |
| Lizard                       | Akinola Davies, Jr.              | Vereinigtes Königreich           |
| The Longest Dream I Remember | Carlos Lenin                     | Mexiko                           |
| Mountain Cat                 | Lchagwadulam Pürew-Otschir       | Mongolei, Vereinigtes Königreich |
| Unliveable                   | Matheus Farias, Enock Carvalho   | Brasilien                        |
| The Unseen River             | Phạm Ngọc Lân                    | Vietnam, Laos                    |
| We’re Not Animals            | Noé Debré                        | Frankreich                       |

#### Non-Fiction
Diese Sektion präsentierte Kurzdokumentationen:
| Filmtitel                          | Regie                                         | Land                        |
| ---------------------------------- | --------------------------------------------- | --------------------------- |
| A Concerto is a Conversation       | Ben Proudfoot, Kris Bowers                    | USA                         |
| Dear Philadelphia                  | Renee Osubu                                   | USA, Vereinigtes Königreich |
| The Field Trip                     | Meghan O’Hara, Mike Attie, Rodrigo Ojeda-Beck | USA                         |
| My Own Landscapes                  | Antoine Chapon                                | Frankreich                  |
| The Rifleman                       | Sierra Pettengill                             | USA                         |
| Snowy                              | Kaitlyn Schwalje, Alex Wolf Lewis             | USA                         |
| Spirits and Rocks: an Azorean Myth | Aylin Gökmen                                  | Schweiz, Portugal           |
| Tears Teacher                      | Noémie Nakai                                  | Japan                       |
| This is the Way We Rise            | Ciara Lacy                                    | USA                         |
| To Know Her                        | Natalie Chao                                  | USA, Hongkong               |
| When We Were Bullies               | Jay Rosenblatt                                | USA, Deutschland            |
| Up at Night                        | Nelson Makengo                                | DR Kongo, Belgien           |

#### Animation
Diese Sektion präsentierte animierte Kurzfilme:
| Filmtitel                                        | Regie                               | Land                   |
| ------------------------------------------------ | ----------------------------------- | ---------------------- |
| The Fire Next Time                               | Renaldho Pelle                      | Vereinigtes Königreich |
| Forever                                          | Mitch McGlocklin                    | USA                    |
| The Fourfold                                     | Alisi Telengut                      | Kanada                 |
| Ghost Dogs                                       | Joe Cappa                           | USA                    |
| GNT                                              | Sara Hirner, Rosemary Vasquez-Brown | Australien             |
| KKUM                                             | Kang-min Kim                        | Südkorea, USA          |
| Ein Kopf voller Erinnerungen (Souvenir Souvenir) | Bastien Dubois                      | Frankreich             |
| Little Miss Fate                                 | Joder von Rotz                      | Schweiz                |
| Misery Loves Company                             | Sasha Lee                           | USA, Südkorea          |
| Trepanation                                      | Nick Flaherty                       | USA                    |

### Indies Series Program
Diese Sektion (ursprünglicher Titel Indie Episodic) präsentierte unabhängig produzierte Episodeninhalte für Fernsehen, Internet und Streaming-Anbieter. Unterstützt wurde die Sektion vom amerikanischen On-Demand-Lieferservice DoorDash.
| Filmtitel        | Regie                                        | Land                    | Darsteller (Auswahl) / Anmerkung                                                                  |
| ---------------- | -------------------------------------------- | ----------------------- | ------------------------------------------------------------------------------------------------- |
| 4 Feet High      | María Belén Poncio, Rosario Perazolo Masjoan | Argentinien, Frankreich | Marisol Agostina Irigoyen, Florencia Licera, Marcio Ramses, Natalia Di Cienzo, Francisca Spinotti |
| Seeds of Deceit  | Miriam Guttmann                              | Niederlande             | Dokumentation                                                                                     |
| These Days       | Adam Brooks                                  | USA                     | Marianne Rendón, William Jackson Harper, Amy Brenneman, Parker Young                              |
| Would You Rather | Lise Akoka, Romane Guéret                    | Frankreich, Deutschland | Fanta Kebe, Shirel Nataf, Zakaria Lazab, Mouctar Diawara                                          |

## Jurys
Insgesamt sechs Jurys mit 22 Mitgliedern vergaben beim Filmfestival Preise. Darüber hinaus wurden Publikumspreise verliehen. Die Jurys im Überblick:
U.S. Dramatic Competition
- Julie Dash, US-amerikanische Filmemacherin
- Cynthia Erivo, britische Schauspielerin und Sängerin
- Hanya Yanagihara, US-amerikanische Schriftstellerin

U.S. Documentary Competition
- Ashley Clark, britischer Filmkritiker und Journalist sowie kuratorischer Leiter der Criterion Collection
- Joshua Oppenheimer, US-amerikanischer Filmemacher
- Lana Wilson, US-amerikanische Filmemacherin

World Cinema Dramatic Competition
- Zeynep Atakan, türkische Filmproduzentin
- Isaac Julien, britischer Künstler und Filmproduzent
- Daniela Vega, chilenische Schauspielerin und Sängerin

World Cinema Documentary Competition
- Kim Longinotto, britische Filmemacherin
- Mohamed Saïd Ouma, französischer Filmemacher
- Jean Tsien, taiwanische Editorin und Filmproduzentin

NEXT
Kate und Laura Mulleavy, US-amerikanische Filmemacherinnen
Kurzfilm-Jury
- Raúl Castillo, US-amerikanischer Schauspieler
- Tacita Dean, britische Künstlerin
- Inge de Leeuw, niederländische Filmkuratorin

Jury für den Alfred P. Sloan Feature Film Prize
- Joy Buolamwini, ghanaisch-amerikanische Informatikerin und Wissenschaftlerin
- Aneesh Chaganty, indisch-amerikanischer Filmemacher
- Mandë Holford, US-amerikanische Wissenschaftlerin
- Lydia Dean Pilcher, US-amerikanische Filmproduzentin
- Lena Vurma, Schweizer Filmproduzentin

## Auszeichnungen
Die Preisträger wurden am 2. Februar 2021 bekannt gegeben:
Hauptpreise der Jury
- U.S. Grand Jury Prize: Documentary – Summer of Soul (…Or, When the Revolution Could Not Be Televised) (Regie: Ahmir „Questlove“ Thompson)
- U.S. Grand Jury Prize: Dramatic – Coda (Regie: Siân Heder)
- World Cinema Grand Jury Prize: Documentary – Flee (Regie: Jonas Poher Rasmussen)
- World Cinema Grand Jury Prize: Dramatic – Hive (Regie: Blerta Basholli)

Publikumspreise
- Audience Award: U.S. Documentary – Summer of Soul (…Or, When the Revolution Could Not Be Televised) (Regie: Ahmir „Questlove“ Thompson)
- Audience Award: U.S. Dramatic – Coda (Regie: Siân Heder)
- Audience Award: World Cinema Documentary – Writing with Fire (Regie: Rintu Thomas, Sushmit Ghosh)
- Audience Award: World Cinema Dramatic – Hive (Regie: Blerta Basholli)
- Audience Award: NEXT – Ma Belle, My Beauty (Regie: Marion Hill)

Regie, Drehbuch und Schnitt
- Directing Award: U.S. Documentary – Natalia Almada (Users)
- Directing Award: U.S. Dramatic – Siân Heder (Coda)
- Directing Award: World Cinema Documentary – Hogir Hirori (Sabaya)
- Directing Award: World Cinema Dramatic – Blerta Basholli (Hive)
- Waldo Salt Screenwriting Award: U.S. Dramatic – Ari Katcher, Ryan Welch (On the Count of Three)
- Jonathan Oppenheim Editing Award: U.S. Documentary – Kristina Motwani, Rebecca Adorno (Homeroom)

Spezialpreise der Jury
- U.S. Dramatic Special Jury Award for Ensemble Cast – Coda
- U.S. Dramatic Special Jury Award for Best Actor – Clifton Collins junior (Jockey)
- U.S. Documentary Special Jury Award: Emerging Filmmaker – Parker Hill, Isabel Bethencourt (Cusp)
- U.S. Documentary Special Jury Award: Nonfiction Experimentation – Theo Anthony (All Light, Everywhere)
- World Cinema Documentary Special Jury Award: Vérité Filmmaking – Camilla Nielsson (President)
- World Cinema Documentary Special Jury Award: Impact for Change – Rintu Thomas and Sushmit Ghosh (Writing with Fire)
- World Cinema Dramatic Special Jury Award: Acting – Jesmark Scicluna (Luzzu)
- World Cinema Dramatic Special Jury Award: Creative Vision – Baz Poonpiriya (One for the Road)
- NEXT Innovator Prize presented by Adobe – Dash Shaw (Cryptozoo)

Kurzfilmpreise
- Short Film Grand Jury Prize – Lizard (Regie: Akinola Davies junior, Drehbuch: The Davies Brothers)
- Short Film Jury Award: U.S. Fiction – The Touch of the Master’s Hand (Regie und Drehbuch: Gregory Barnes)
- Short Film Jury Award: International Fiction – Bambirak (Regie und Drehbuch: Zamarin Wahdat)
- Short Film Jury Award: Nonfiction – Don’t Go Tellin’ Your Momma (Regie und Drehbuch: Topaz Jones, rubberband.)
- Short Film Jury Award: Animation – Ein Kopf voller Erinnerungen (Regie und Drehbuch: Bastien Dubois)
- Short Film Special Jury Award for Acting – Wiggle Room (Regie und Drehbuch: Sam Guest, Julia Baylis)
- Short Film Special Jury Award for Screenwriting – The Criminals (Regie und Drehbuch: Serhat Karaaslan)

Vorab vergebene Preise
- Alfred P. Sloan Feature Film Prize – Son of Monarchs
- Sundance Institute | Amazon Studios Producers Award for Nonfiction – Nicole Salazar (Philly D.A.)
- Sundance Institute | Amazon Studios Producers Award for Fiction – Natalie Qasabian (Run)
- Sundance Institute | Adobe Mentorship Award for Editing Nonfiction – Juli Vizza
- Adobe Mentorship Award for Editing Fiction – Terilyn Shropshire
- The Sundance Institute | NHK Award – Meryam Joobeur (Motherhood)